# Riaba
Riaba – miasto w Gwinei Równikowej, na wyspie Bioko, w prowincji Bioko Południowe. W 2005 roku liczyło 1071 mieszkańców. 
W 1507 roku portugalski żeglarz Ramos de Esquivel podjął pierwszą próbę kolonizacji na wyspie Bioko. W Riaba założył fabrykę oraz plantacje trzciny cukrowej, jednak wrogość wyspiarskiego plemienia Bubi, a także choroby szybko zakończyły te przedsięwzięcie.